# Ptinus rubricollis
Ptinus rubricollis is een keversoort uit de familie klopkevers (Ptinidae). De wetenschappelijke naam van de soort werd in 1928 gepubliceerd door Maurice Pic.